# Pseudophengodes oculata
Pseudophengodes oculata är en skalbaggsart som beskrevs av Wittmer 1986. Pseudophengodes oculata ingår i släktet Pseudophengodes och familjen Phengodidae. Inga underarter finns listade i Catalogue of Life.